# Crònica P

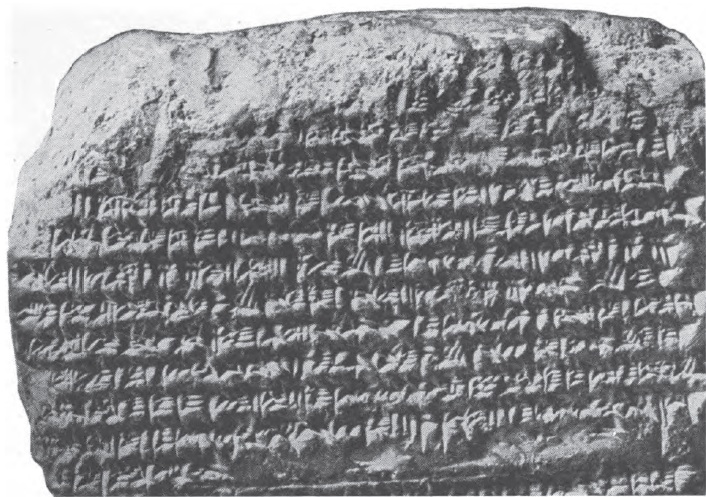
Fragment de la Crònica P que narra esdeveniments del regnat de Tukultininurta I

La Crònica P, coneguda com a Crònica 22 en les Cròniques assíries i babilòniques de Grayson, Crònica mesopotàmica 45: Crònica dels reis cassites en les Cròniques mesopotàmiques de Glassner, rep aquest nom per T. G. Pinches, el primer editor del text. Narra els esdeveniments de la segona meitat del mil·lenni II abans de la nostra era o període cassita, obra d'un escriba babilònic del mil·lenni I ae.

## La tauleta
La crònica es conserva en un sol fragment de 180 mm d'amplada i 120 mm de llarg, i està en prou mal estat. Correspon al terç inferior del que era una gran tauleta d'argila a dues columnes d'escriptura cuneïforme accàdia per cada cara, i es troba encara en el Museu Britànic (amb la referència BM 92701). Se'n desconeix la procedència; l'evidència interna, però, de les característiques de l'escriptura revela que es tracta d'una còpia tardobabilònica. Va ser comprada pel museu a Spartali & amp, Co. al 1882.

### El text

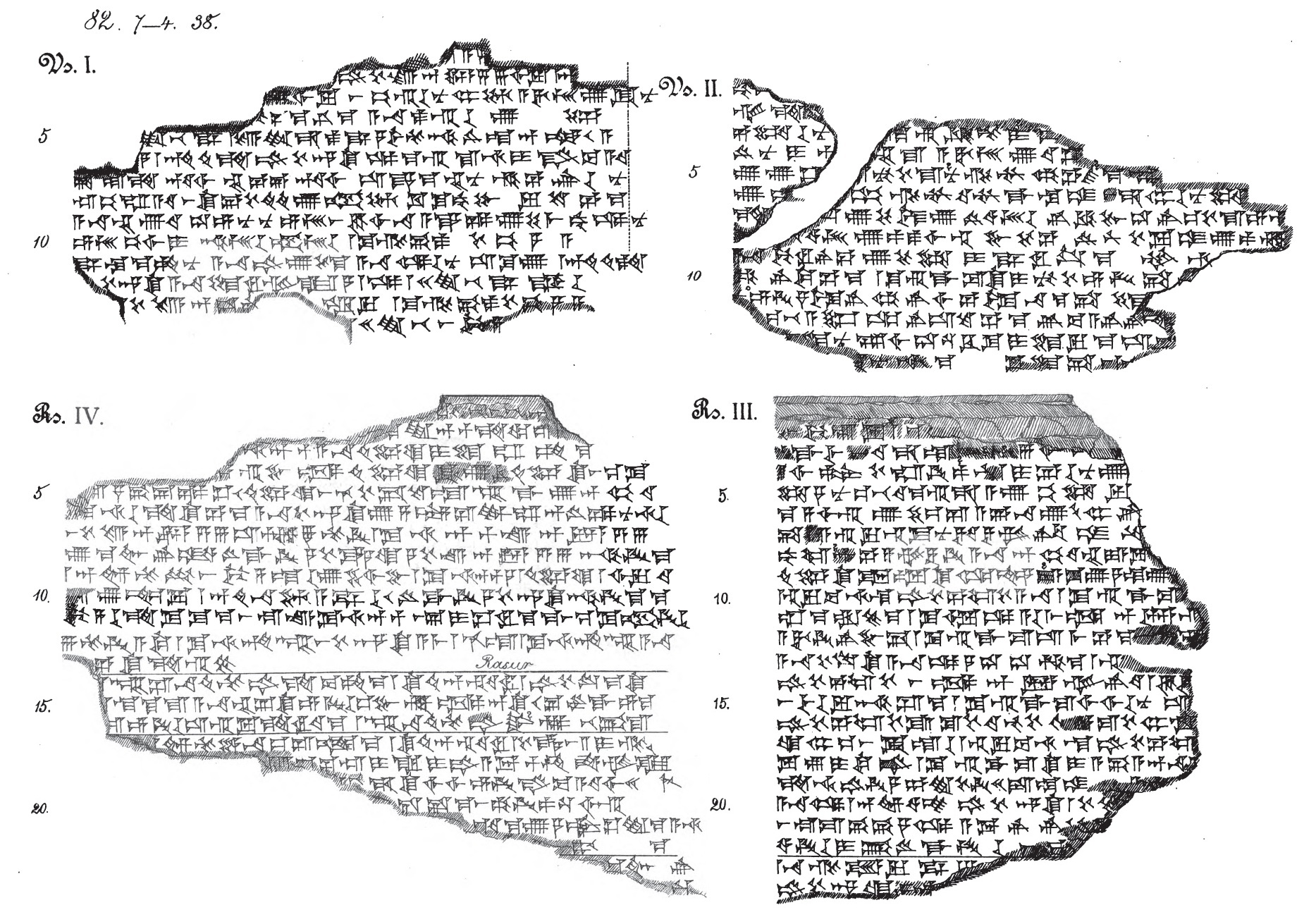
Art lineal d'Hugo Winckler per a la Crònica P

El text narra un episodi, dividit en línies horitzontals en seccions d'extensió diversa sobre fets de regnats concrets. L'estil narratiu canvia de crònica a èpica quan descriu els esdeveniments del regnat de Kurigalzu II, i això indica que es va consultar més d'una font històrica. Malgrat que la secció relativa a la destitució del net d'Aixurubal·liṭ I difereix de la Història sincrònica assíria respecte als noms dels personatges, la fraseologia idèntica suggereix que els passatges deriven d'una font comuna. Així mateix, la secció relativa a Kurigalzu II i la batalla de Sugagu varia només en el nom del rei assiri i el resultat de la batalla.
La narració comença amb una discussió sobre un tractat i treballs de restauració, però desconeixem la identitat del protagonista (Burnaburiaix I potser). Continua amb un passatge sobre Kadaixmankharbe I que es considera una confusió de la seua història amb la de Karakhardaix, successor de Burnaburiaix II. També es creu que la victòria de Kurigalzu contra els elamites es confon amb la campanya de Kurigalzu I amb la de Kurigalzu II. Després, la història fa un bot cap a la conquesta de Babilònia per part de Tukultininurta I, i proporciona l'única confirmació existent del seu govern de set anys amb governadors. També registra la revolta d'Adadxumauṣur i el derrocament de Tukultininurta (per Aixurnasirapli, probablement una reproducció de l'error de Aixurnādinapli en algunes còpies de la llista de reis assiris) El text conclou amb dues seccions sobre les incursions del rei elamita Kidin-Ḫudrudiš, possiblement Kidin-Hutran, contra els monarques cassites Enlilnādinxumi i Adadxumaiddina, reis registrats com a anteriors a Adadxumauṣur en el Llista de reis de Babilònia.
El text no està prou conservat com per a poder determinar-ne l'ús. Conté una sèrie d'errors dels escribes, però, en marcat contrast amb la Història sincronista, retrata els revessos babilònics com a fets reals juntament amb les victòries, i això ha dut a alguns historiadors moderns a elogiar-ne la imparcialitat, malgrat l'aparent confusió d'alguns fets històrics.

### Publicacions principals
Tot i el seu estat fragmentari, el text s'ha publicat:
- T. G. Pinches «The Babylonian Chronicle». Journal of the Royal Asiatic Society, 1894, pàg. 807–833.
- Hugo Winckler «Text der Chronik P». Altorientalische Forschungen, 1895, pàg. 297–303.
- L. W. King. Records of the reign of Tukulti-Ninib I, King of Assyria, About B.C. 1275.  Luzac and Co., 1904, p. https://archive.org/details/recordsreigntuk00kinggoog/page/n72 51, 96–101, 157. relating to iv 1–13.
- Friedrich Delitzsch. Die babylonische Chronik.  B. G. Teibner, 1906, p. https://archive.org/details/diebabylonische00deligoog/page/n50 43–46.
- Ernst F. Weidner. Die Inschriften Tukulti-Ninurtas I. [des Ersten] und seiner Nachfolger (Archiv für Orientforschung, Vol. 12).  Biblio-Verlag, 1959. no. 37, relating to iv 1–13.
- A. K. Grayson. Assyrian and Babylonian Chronicles.  J. J. Augustin, 1975, p. 139–41.
- Jean-Jacques Glassner. Chroniques mésopotamiennes.  La Roue à Livres, 1993, p. 278–281.